# 笠原栄一
笠原 栄一（かさはら えいいち、1966年6月11日 - ）は、群馬県伊勢崎市出身の元プロ野球選手（投手）。
長男は元読売ジャイアンツ投手の笠原将生、次男は元福岡ソフトバンクホークス投手の笠原大芽。

## 経歴
佐波農業高から、1984年のプロ野球ドラフト会議でロッテオリオンズから1位指名を受け入団。中央球界でも無名の選手のドラフト1位指名は当時話題となった。長身から投げ下ろされる140km/hを超える速球で、高校１年秋の西邑楽高校戦では1試合21奪三振を記録、3年夏の県大会では蚕糸高校戦で7回参考記録ながらノーヒットノーランを達成。その素質に球団は大いに期待を寄せ、往年の名投手でロッテの監督も務めた金田正一の背番号34が与えられた。担当スカウトは得津高宏。
プロ2年目の1986年のシーズン最終盤になった10月18日に先発で一軍初登板を果たすが、4回途中3失点で敗戦投手になった。翌日も先発するも、3回途中2失点でまたも負けが付き、2日連続で先発して敗戦投手になるという珍しい記録を残した。その後も度々チャンスは与えられるも、制球難のため一軍には定着できなかった。1990年に金田が監督復帰したのに伴い背番号は41に変更になり、1992年には肩を故障する。1993年11月には福岡ダイエーホークスに金銭トレードで移籍する。
ダイエー時代には、ロッテ時代の先輩でもある投手コーチの村田兆治が1996年の日刊スポーツ選手名鑑で「大輪の遅咲き」を予言することもあったが、その年限りで戦力外通告を受け引退。12年間の現役生活で結局、1勝もできず、ドラフト1位としては11年間で未勝利に終わった大場隆広を抜いてプロ野球記録となった。
引退後は福岡市内のローソンでオーナーとして勤務している。

## 人物
長男の笠原将生は2008年のプロ野球ドラフト会議で読売ジャイアンツから5位指名を受け入団。プロ4年目の2012年に一軍初昇格し、5月3日の広島東洋カープ戦で初先発しプロ野球史上初の親子先発を果たした際には観客席で見守る栄一の姿が映し出された。この試合では4回3失点で降板したが、2度目の先発となった同年9月12日の広島戦で栄一が成し遂げられなかったプロ初勝利を挙げている。

## 詳細情報

### 年度別投手成績
| 年 度     | 球 団     | 登 板 | 先 発 | 完 投 | 完 封 | 無 四 球 | 勝 利 | 敗 戦 | セ 丨 ブ | ホ 丨 ル ド | 勝 率 | 打 者 | 投 球 回 | 被 安 打 | 被 本 塁 打 | 与 四 球 | 敬 遠 | 与 死 球 | 奪 三 振 | 暴 投 | ボ 丨 ク | 失 点 | 自 責 点 | 防 御 率 | W H I P |
| --------- | --------- | ----- | ----- | ----- | ----- | -------- | ----- | ----- | -------- | ----------- | ----- | ----- | -------- | -------- | ----------- | -------- | ----- | -------- | -------- | ----- | -------- | ----- | -------- | -------- | ------- |
| 1986      | ロッテ    | 2     | 2     | 0     | 0     | 0        | 0     | 2     | 0        | --          | .000  | 34    | 6.1      | 7        | 1           | 9        | 0     | 0        | 5        | 0     | 0        | 5     | 5        | 7.11     | 2.53    |
| 1987      | ロッテ    | 2     | 0     | 0     | 0     | 0        | 0     | 0     | 0        | --          | ----  | 5     | 1.1      | 2        | 0           | 0        | 0     | 0        | 0        | 0     | 0        | 0     | 0        | 0.00     | 1.50    |
| 1988      | ロッテ    | 6     | 5     | 0     | 0     | 0        | 0     | 4     | 0        | --          | .000  | 92    | 18.0     | 22       | 4           | 17       | 0     | 1        | 16       | 2     | 0        | 15    | 14       | 7.00     | 2.17    |
| 1989      | ロッテ    | 1     | 1     | 0     | 0     | 0        | 0     | 1     | 0        | --          | .000  | 7     | 1.0      | 3        | 0           | 1        | 0     | 0        | 0        | 0     | 0        | 3     | 2        | 18.00    | 4.00    |
| 1990      | ロッテ    | 2     | 2     | 0     | 0     | 0        | 0     | 0     | 0        | --          | ----  | 21    | 3.1      | 3        | 1           | 8        | 0     | 1        | 1        | 1     | 0        | 5     | 2        | 5.40     | 3.30    |
| 1991      | ロッテ    | 7     | 3     | 0     | 0     | 0        | 0     | 1     | 0        | --          | .000  | 68    | 17.0     | 11       | 2           | 7        | 0     | 0        | 11       | 2     | 0        | 8     | 7        | 3.71     | 1.06    |
| 1995      | ダイエー  | 2     | 0     | 0     | 0     | 0        | 0     | 0     | 0        | --          | ----  | 14    | 2.0      | 8        | 3           | 0        | 0     | 0        | 2        | 2     | 0        | 8     | 8        | 36.00    | 4.00    |
| 通算：7年 | 通算：7年 | 22    | 13    | 0     | 0     | 0        | 0     | 8     | 0        | --          | .000  | 241   | 49.0     | 56       | 11          | 42       | 0     | 2        | 35       | 7     | 0        | 44    | 38       | 6.98     | 2.00    |

### 記録
- 初登板・初先発登板：1986年10月18日、対阪急ブレーブス25回戦（川崎球場）、3回2/3を3失点で敗戦投手

### 背番号
- 34 （1985年 - 1989年）
- 41 （1990年 - 1993年）
- 54 （1994年 - 1996年）